# Oregon City
Oregon City je město v severním Oregonu v okresu Clackamas County s 29 540 obyvateli.